# Греффей
Греффе́й (фр. Greffeil) — коммуна во Франции, находится в регионе Лангедок — Руссильон. Департамент коммуны — Од. Входит в состав кантона Сент-Илер. Округ коммуны — Лиму.
Код INSEE коммуны — 11169.

## Население
Население коммуны на 2008 год составляло 77 человек.
| 1962 | 1968 | 1975 | 1982 | 1990 | 1999 | 2008 |
| ---- | ---- | ---- | ---- | ---- | ---- | ---- |
| 74   | 75   | 68   | 68   | 61   | 76   | 77   |

## Экономика
В 2007 году среди 42 человек в трудоспособном возрасте (15—64 лет) 30 были экономически активными, 12 — неактивными (показатель активности — 71,4 %, в 1999 году было 69,0 %). Из 30 активных работали 27 человек (15 мужчин и 12 женщин), безработных было 3 (2 мужчин и 1 женщина). Среди 12 неактивных 3 человека были учениками или студентами, 6 — пенсионерами, 3 были неактивными по другим причинам.

## Достопримечательности
- Мост Локе XVIII века
- Церковь Сен-Сир и Сен-Жюли XIV века